# Жосалинський сільський округ (Сиримський район)
Жосали́нський сільський округ (каз. Жосалы ауылдық округі, рос. Жосалинский сельский округ) — адміністративна одиниця у складі Сиримського району Західноказахстанської області Казахстану. Адміністративний центр — село Конир.
Населення — 722 особи (2021; 1153 у 2009, 1984 у 1999, 2084 у 1989).
Станом на 1989 рік існувала Маркська сільська рада (села Билкилдак, Жданово, Кенаші, Конир). Села Билкилдак та Кенаша ліквідовано 2024 року.

## Склад
До складу округу входять такі населені пункти:
| Населений пункт | Старі назви    | Населення, осіб (1989) | Населення, осіб (1999) | Населення, осіб (2009) | Населення, осіб (2021) |
| --------------- | -------------- | ---------------------- | ---------------------- | ---------------------- | ---------------------- |
| Билкилдак, село | Билпилдак      | 290                    | 232                    | 4                      | 6                      |
| Кенаша, село    | Кенаші, Кенащі | 217                    | 173                    | 6                      | 6                      |
| Конир, село     | -              | 1201                   | 1237                   | 927                    | 581                    |
| Тамди, село     | Жданово        | 376                    | 342                    | 216                    | 129                    |